# Andrzej Gerłowski
Andrzej Gerłowski (ur. 13 lutego 1939 r. w Rawie Mazowieckiej, zm. 26 lipca 1996) – polski pisarz.
Ukończył filologię polską w Studium Nauczycielskim (Warszawa), uzyskał absolutorium na Wydziale Pedagogicznym Uniwersytetu Warszawskiego. Debiutował w 1957 r. na łamach prasy jako prozaik. W latach 1959–1962 pracował w szkolnictwie. W latach 1962–1972 był wicedyrektorem w Ministerstwie Kultury i Sztuki.

## Twórczość
- Gwiazdka
- Drzewo jego syna
- Skandal w Sagale
- Kobieta, która nie lubiła pająków
- Kiedy kończy się nienawiść
- Stabilne życie Roberta K.
- Nie wszędzie pada deszcz
- Racja ma rację
- Ukochany uczeń* Grzeszni 1985
- Piknik w nocy 1988
- Romans latem 1989
- Kaskader bierze odwet 1991